# Melbourne Storm
Els Melbourne Storm són un club professional de rugbi a 13 australià amb seu a Melbourne, Victòria. El club juga a la National Rugby League (NRL).
El club ha guanyat el campionat quatre vegades (1999, 2012, 2017 i 2020). Al club se'ls va retirar dos dels seus campionats (2007 i 2009) a causa de l'incompliment del límit salarial.